# Joseph von Blumenthal
Joseph von Blumenthal (* 1. November 1782 in Brüssel; † 9. Mai 1850 in Wien) war ein österreichischer Geiger, Bratschist und Komponist.

## Leben
Blumenthal studierte in Prag bei Abbé Vogler, der ihn 1803 nach Wien mitnahm und ihm zu einer Stelle als Bratschist, Geiger und Komponist im Orchester des Theaters auf der Wieden verhalf. Von 1842 bis 1844 war Blumenthal Chorleiter an der Wiener Piaristenkirche. Außerdem hielt er in seiner Privatwohnung Vorlesungen in Harmonielehre.
Blumenthals jüngere Brüder Casimir und Leopold waren gleichfalls Musiker und Schüler von Abbé Vogler.

## Werke
- 1 Oper (Don Sylvio von Rosalva), UA am 18. Dezember 1810[1]
- 2 Melodramen (Laura, Menasko und Elwira)
- Schauspielmusiken (Der kurze Mantel), Ouvertüren, Entr’Actes
- 1 Symphonie
- 1 große Messe
- Märsche
- Chöre, Lieder